# Lauensteinstraße (Lüneburg)
Die Lauensteinstraße ist eine Wohnstraße im Lüneburger Stadtteil Kreideberg.

## Lage
Die Lauensteinstraße befindet sich westlich der Altstadt zwischen der Straße Am Springintgut und der Dörnbergstraße. Sie ist ca. 460 Meter lang. An der Straße stehen neun Lüneburger Baudenkmäler.

## Geschichte
Die Straße wurde im Jahr 1906 nach dem ehemaligen Lüneburger Oberbürgermeister Otto Lauenstein benannt. Zuvor hieß die Straße bis 1890 „Auf dem Hohengarten“, später „Beim Hohegarten“ und „Am Hohegarten“. Der frühere Name leitete sich aus dem Hohegarten ab, der zum Benediktinerkloster St. Michaelis gehörte.

## Baudenkmäler

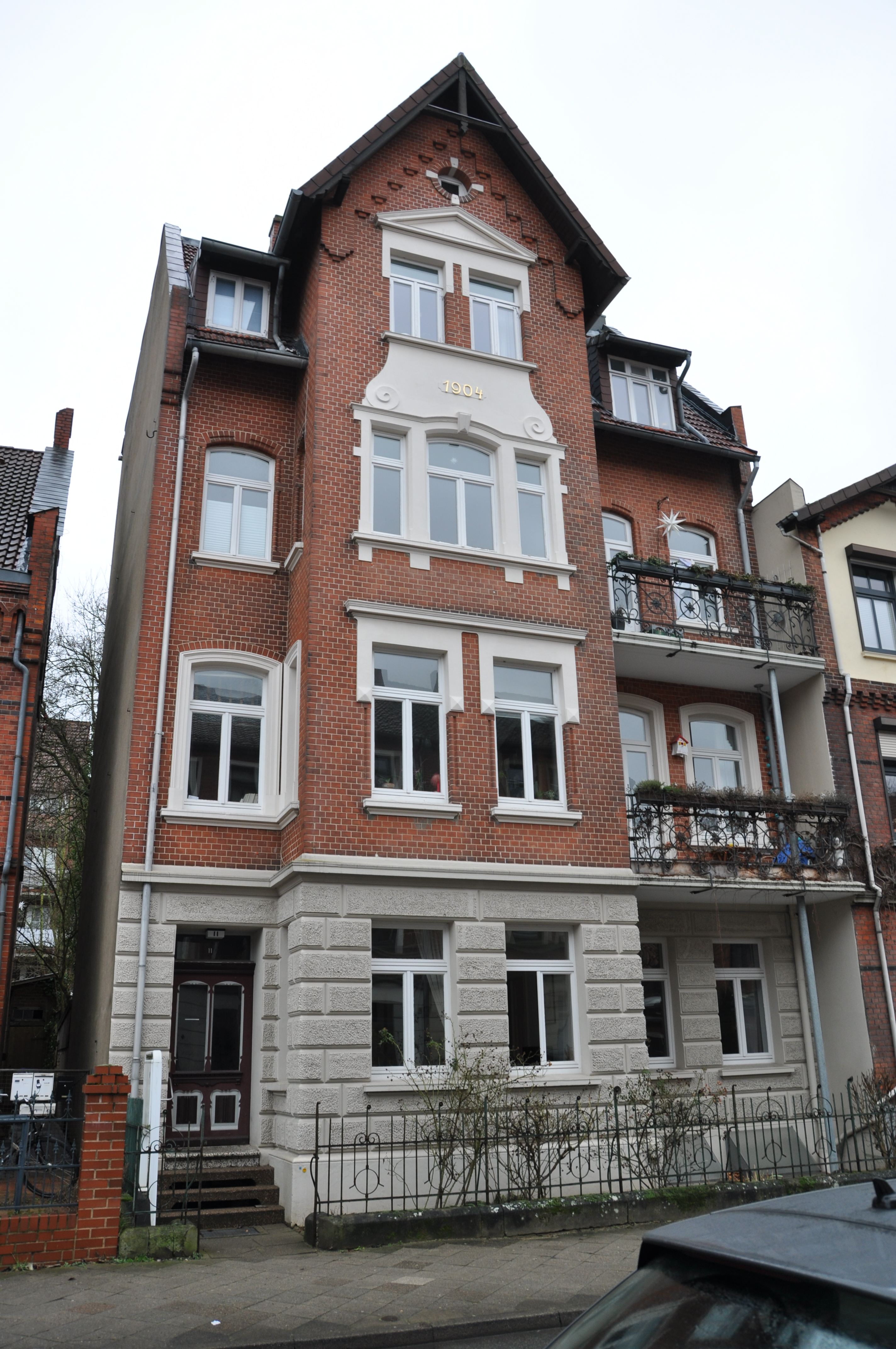
Baudenkmal, Lauensteinstraße 11
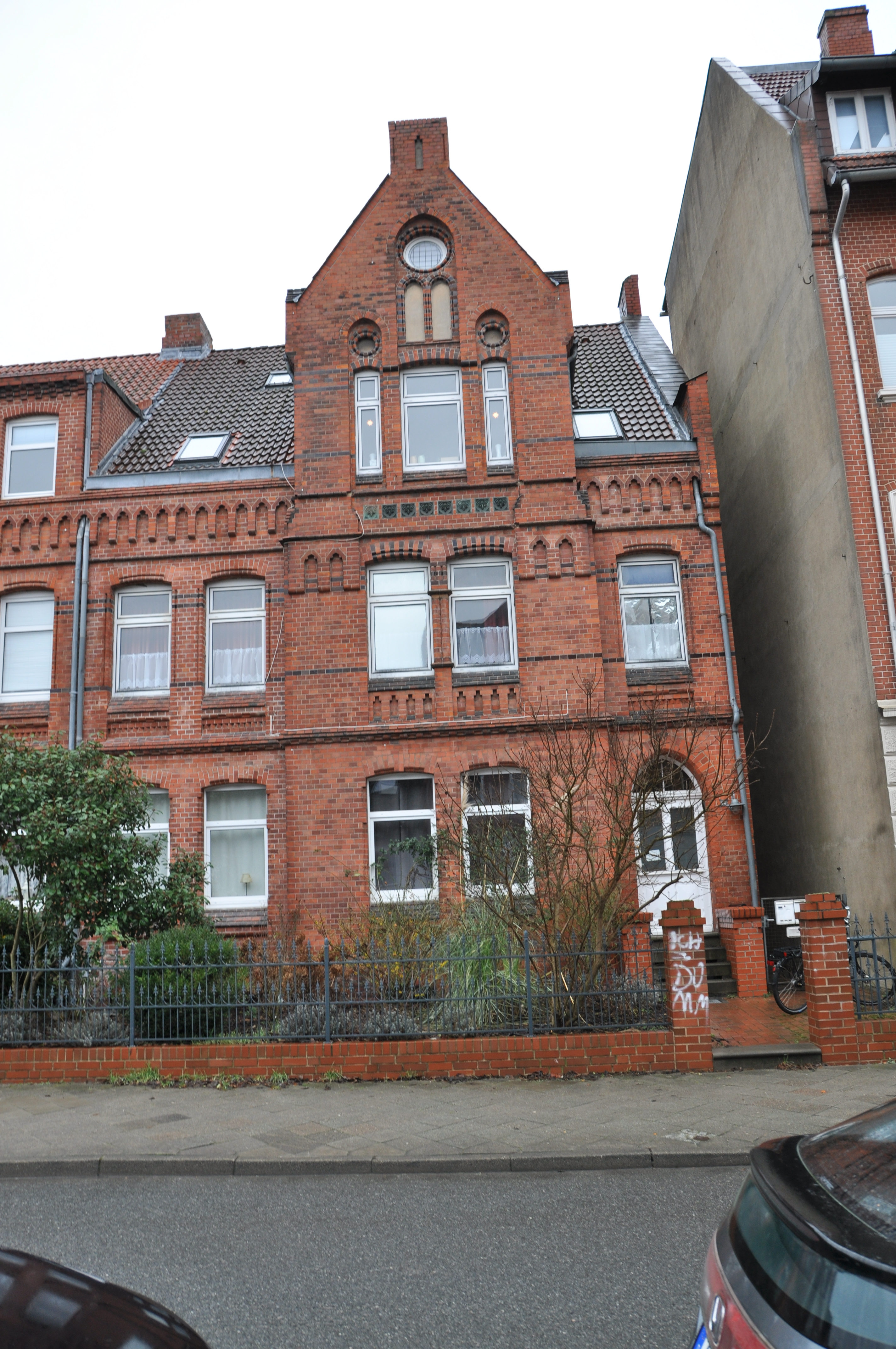
Baudenkmal, Lauensteinstraße 13
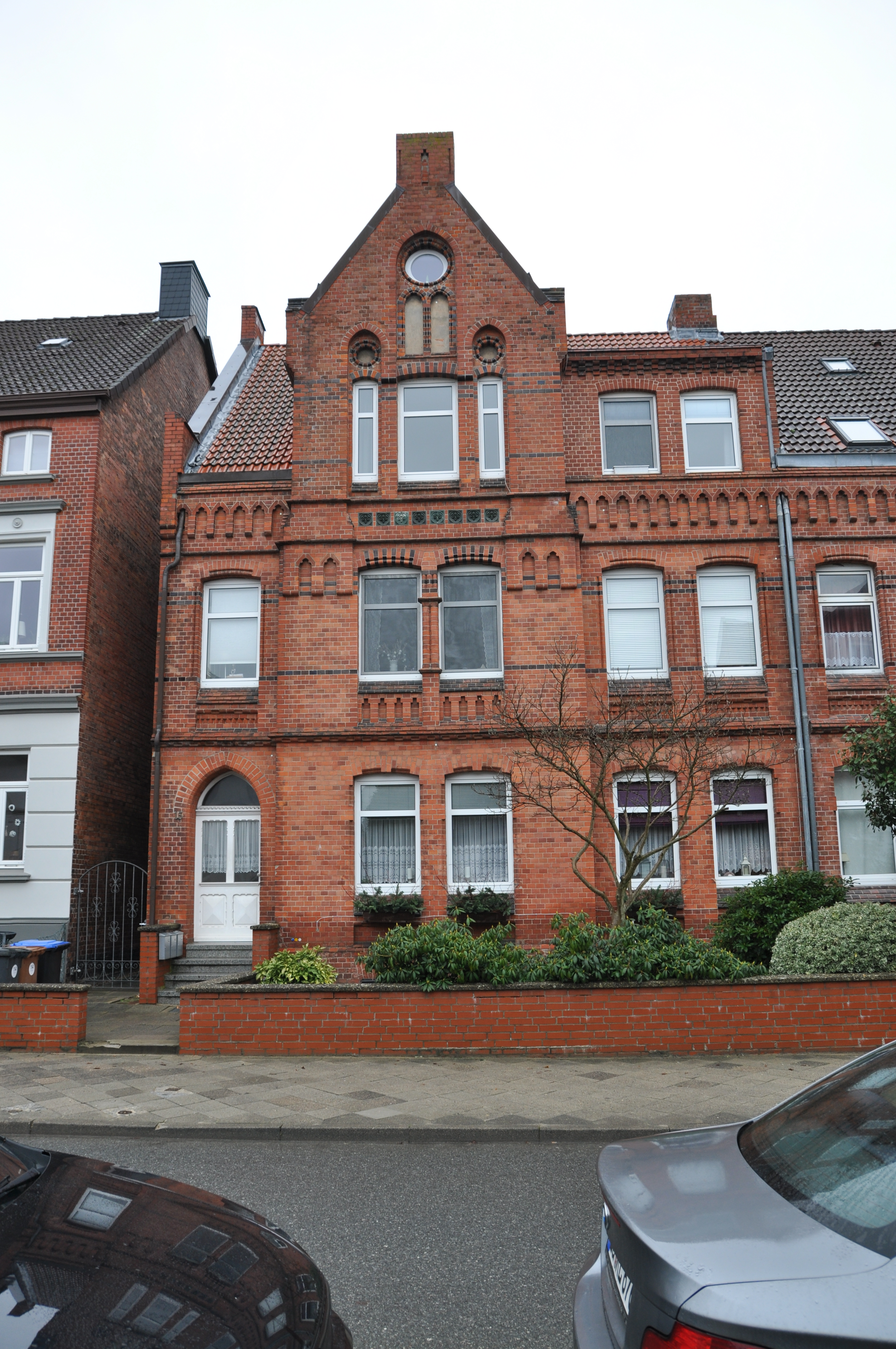
Baudenkmal, Lauensteinstraße 15
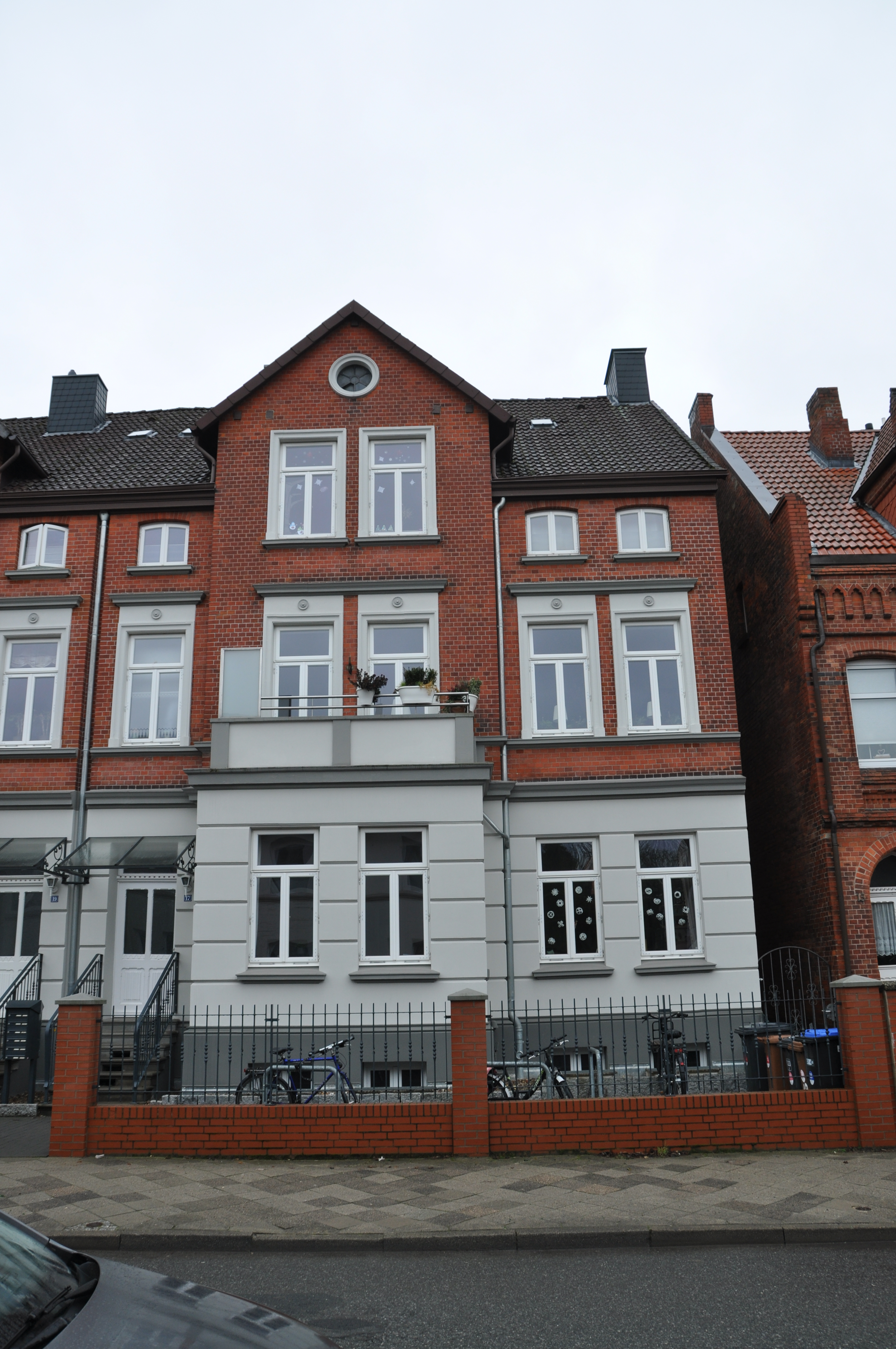
Baudenkmal, Lauensteinstraße 17
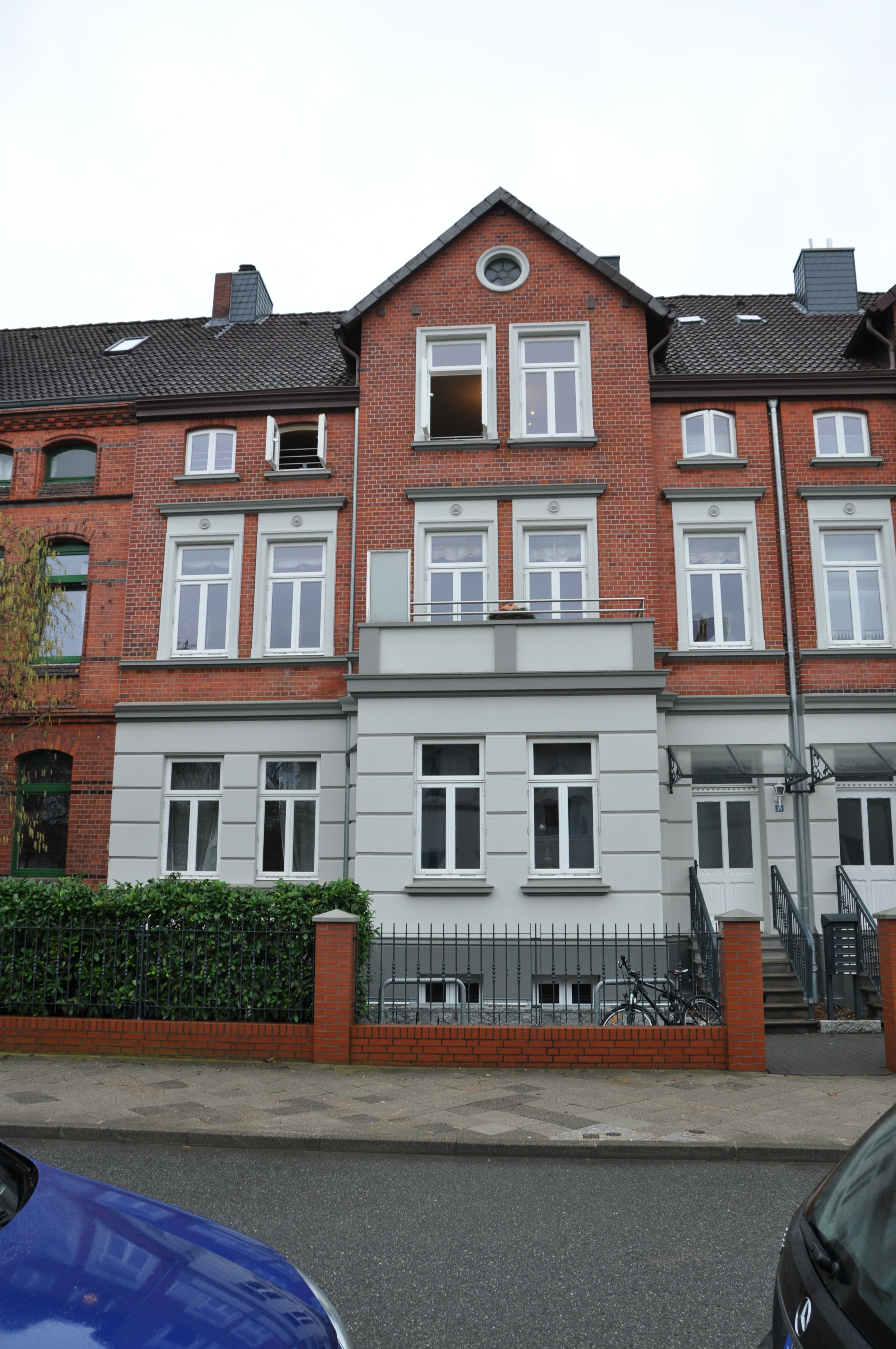
Baudenkmal, Lauensteinstraße 19
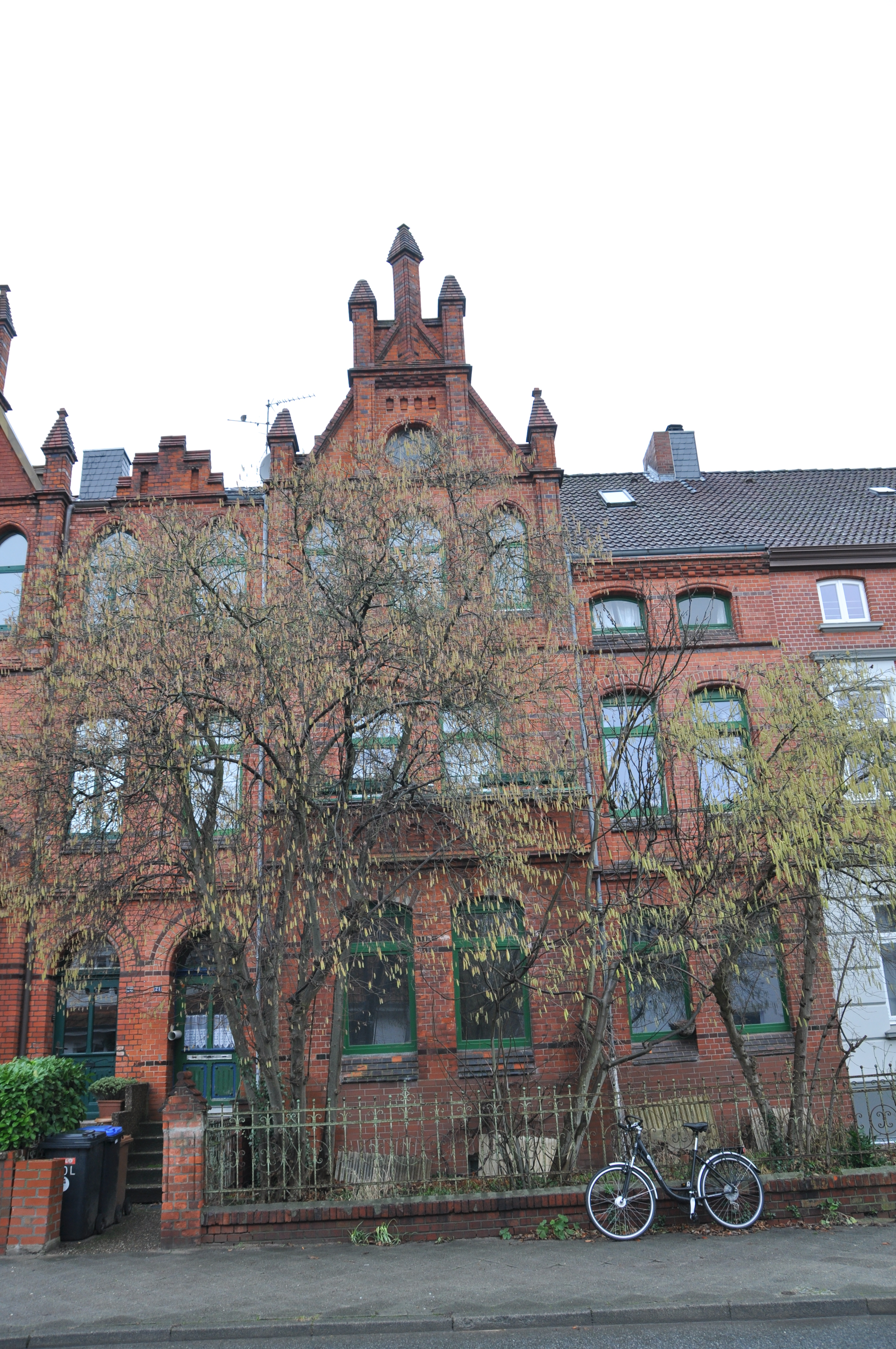
Baudenkmal, Lauensteinstraße 21
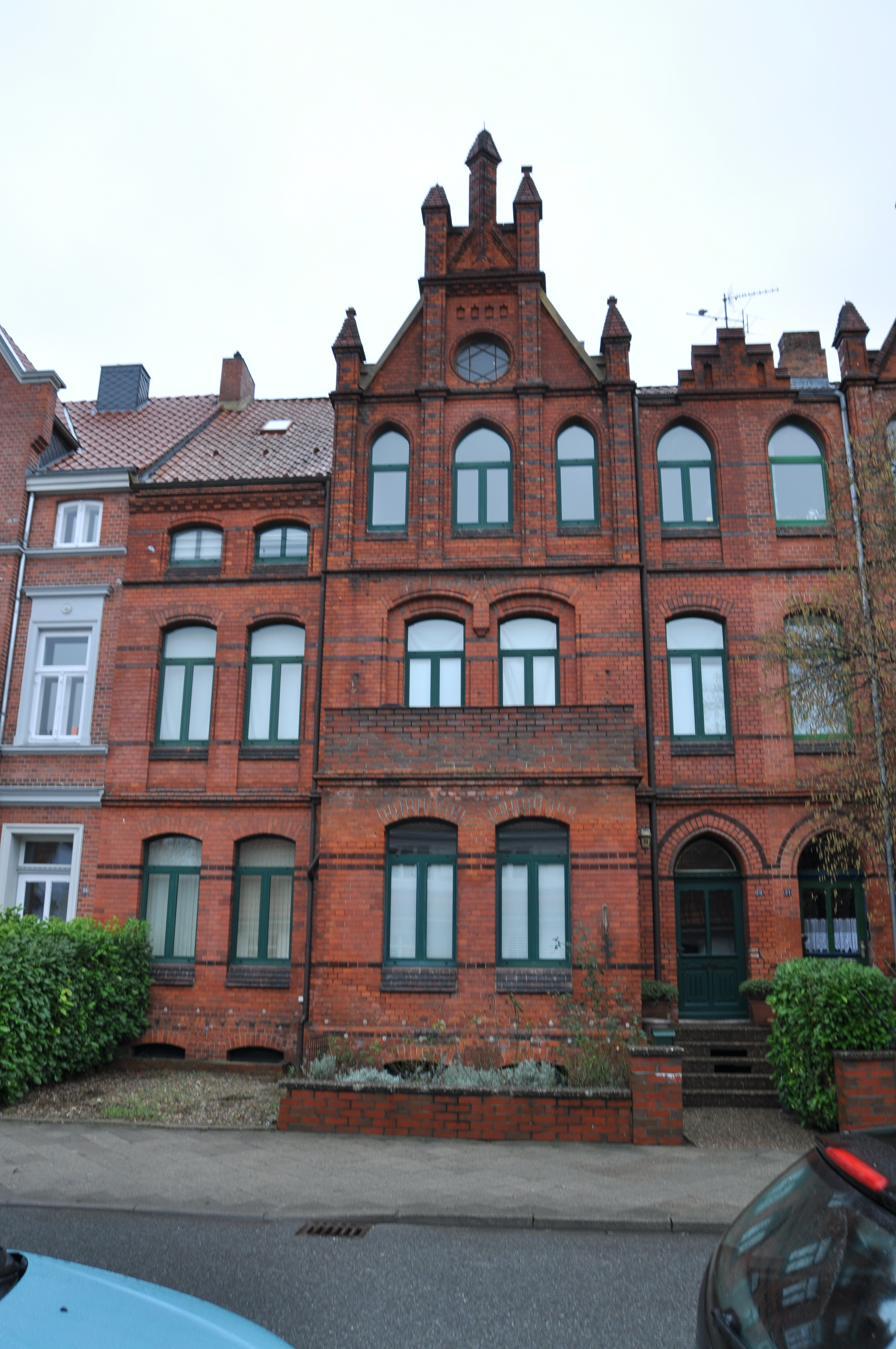
Baudenkmal, Lauensteinstraße 23
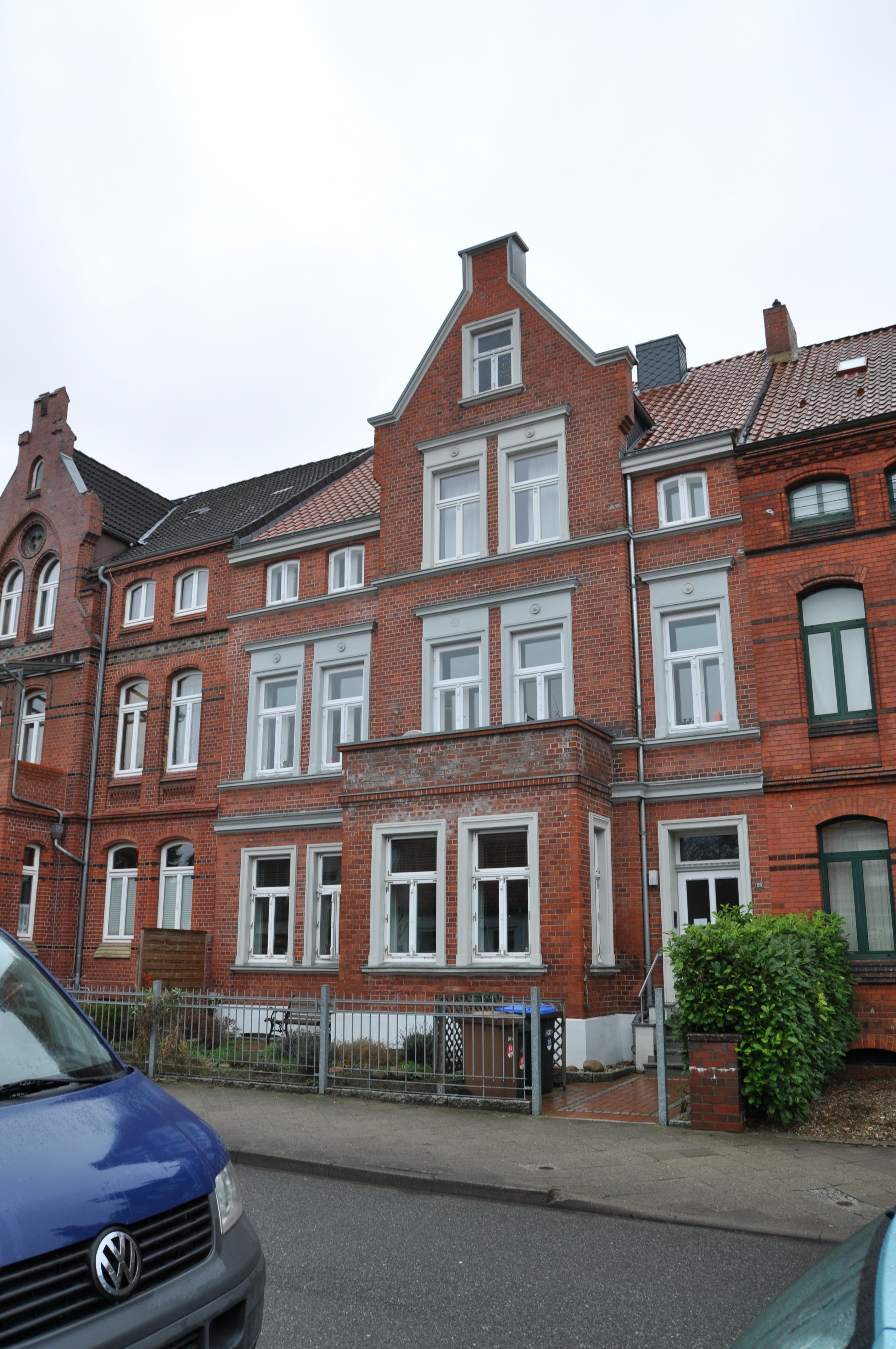
Baudenkmal, Lauensteinstraße 25
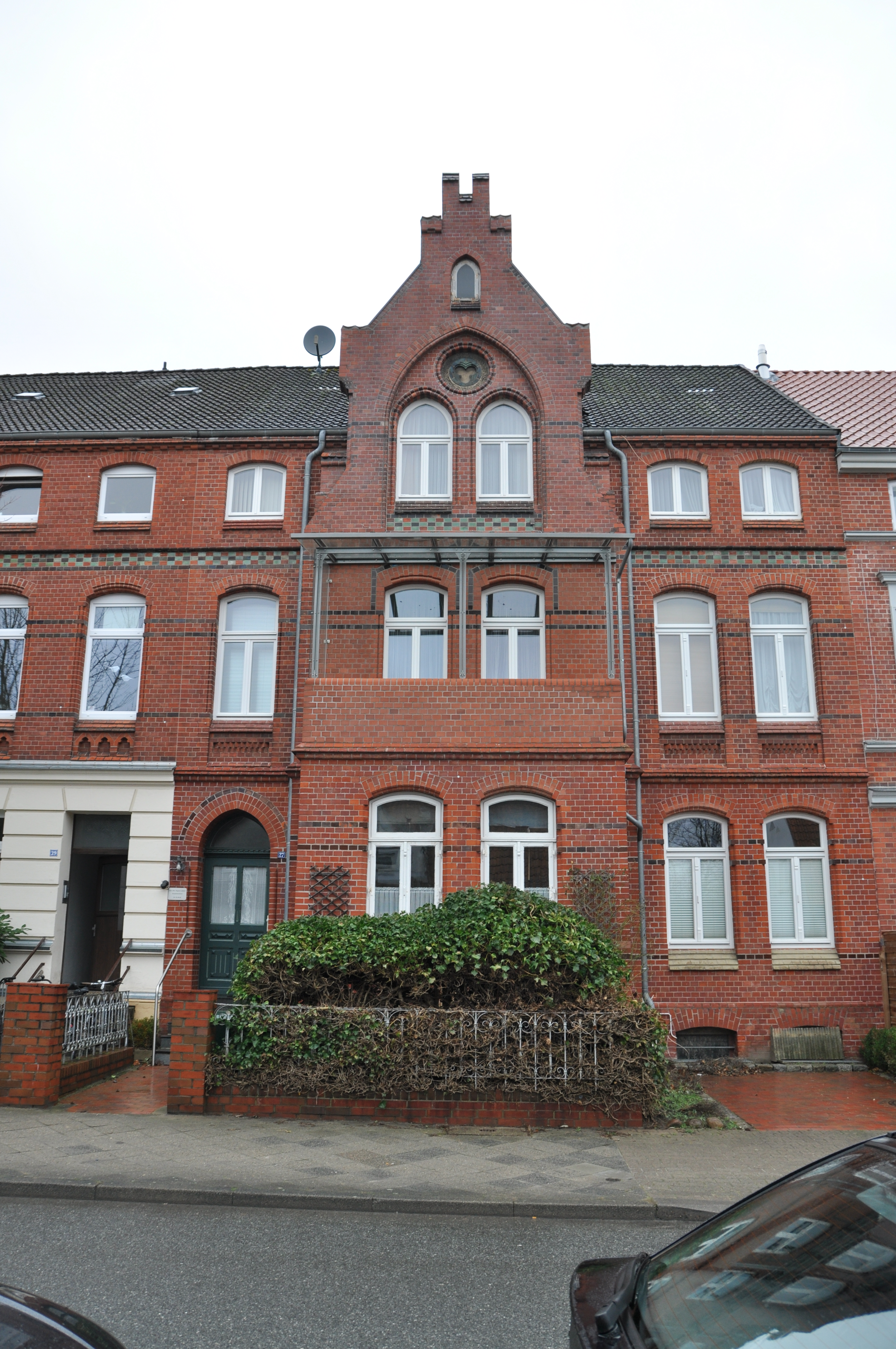
Baudenkmal, Lauensteinstraße 27